# Marmosa demerarae
Opossum-souris laineux
Espèce
Statut de conservation UICN

 LC  : Préoccupation mineure
Répartition géographique
Synonymes
- Didelphis cinerea Temminck, 1824[1]
- Marmosa cinerea (Temminck, 1824)[1]
- Micoureus cinereus (Temminck, 1824)[1]

Marmosa demerarae, l’Opossum-souris laineux, est une espèce américaine de la famille des Didelphidae.

## Description
L'espèce atteint une longueur de corps (tête et tronc) de 12 à 20 cm, une longueur de queue de 15 à 26 cm et un poids de 53 à 230 g. Les mâles sont généralement plus gros que les femelles. L'animal a des pattes postérieures de 2,3 à 3 cm de long et des oreilles de 2,5 à 3 cm de large. La fourrure qui recouvre le dessus a une couleur grisâtre, parfois avec une nuance rouge. Il devient plus clair vers les côtés du torse et sur le dessous il y a une fourrure brun clair à jaunâtre (y compris la poitrine, le cou, le menton et le bas des joues). La queue est bien couverte de poils et elle est proche du torse de couleur crème à jaune tandis que le dos est noir. Des cernes sombres apparaissent.

## Répartition
Le marsupial est présent dans la moitié Nord du Brésil, dans le Nord de la Bolivie, dans l'Est du Pérou, au Venezuela et dans les Guyanes. L'espèce vit dans les plaines et jusqu'à 1 800 m d'altitude. L'habitat est constitué de forêts tempérées sempervirentes ou d'autres paysages couverts d'arbres et d'arbustes.

## Taxonomie
Cette espèce est initialement décrite en 1905 par le zoologiste britannique Oldfield Thomas. Elle appartient au sous-genre Micoureus, considéré jusqu'en 2009 comme genre.
Marmosa demerarae et Marmosa murina sont présents en sympatrie dans la plus grande partie de leur aire de répartition; cependant, ils ne sont pas syntopiques en ce sens que M. demerarae est plus abondant dans la canopée des forêts primaires et secondaires, tandis que M. murina semble être plus abondant dans les strates forestières inférieures.

## Écologie
Le marsupial se nourrit d'insectes (coléoptères), de fruits et de nectar.
Il dort dans des arbres, le plus souvent le palmier Astrocaryum aculeatissimum.
Il est porteur de parasites.

## Reproduction
La femelle a jusqu'à onze mamelles. Des spécimens gardés en captivité ont construit un nid de débris qui se trouvait dans la cage. Dans la partie nord de l'aire de répartition, la reproduction a lieu pendant la saison des pluies. Les individus marchent sur le sol et grimpent dans la végétation. Les nids sont également construits dans la nature et placés dans les arbres.